# Parafia Matki Bożej Królowej Polski w Radogoszczy
Parafia Matki Bożej Królowej Polski w Radogoszczy – parafia rzymskokatolicka w dekanacie Lubań w diecezji legnickiej. Obsługiwana przez księży archidiecezjalnych. Erygowana w 1993.